# L'uomo fiammifero
L'uomo fiammifero è un film fantastico italiano del 2009 diretto da Marco Chiarini.

## Trama
Simone, undici anni e orfano di madre, vive assieme al padre nella campagna abruzzese dei primi anni ottanta. È estate e, dal momento che gran parte dei suoi amici è in villeggiatura, Simone trascorre il tempo con Lorenza, una ragazzina di due anni più grande, e soprattutto con le figure immaginarie create dalla sua fantasia. Questa sua immaginazione, fin troppo esteriorizzata, costringe il padre a chiuderlo in casa. Ma il ragazzino non si dà per vinto e riesce a fuggire alla ricerca dell'"Uomo fiammifero", la più straordinaria tra le creature scaturite dalla sua mente di bambino.

## Produzione
Il finanziamento dell'opera è stato in gran parte coperto dal regista, che ha avuto anche l'intuizione di creare l'omonimo libro illustrato che si è rivelato utile per coprire le spese.
Il film è stato girato in Abruzzo nei dintorni di Teramo, Castellalto e Cermignano.

## Distribuzione
Il film è stato distribuito con un modello antesignano di crowd-sourcing denominato Social Distribution, ideato da Fabio Fidanza.
Gli stessi spettatori del film si recavano in altre sale per proporre la pellicola ed ottenere, in caso di proiezione, una percentuale sugli incassi.

## Critica
Il film ha ottenuto buoni consensi da parte della critica.

## Riconoscimenti
- CAIRO International Film Festival For Children 2010: Premio Internazionale della Giuria
- Est Film Festival 2010: Miglior Film
- David di Donatello 2010
  - Nomination migliori effetti speciali visivi
  - Nomination miglior regista esordiente